# アジア協力対話
アジア協力対話（アジアきょうりょくたいわ、英語: Asia Cooperation Dialogue(ACD)）は、大陸レベルでのアジア各国の協力を促進し、ASEAN、SAARC、湾岸協力会議、上海協力機構、ユーラシア経済連合などの別々の地域組織の統合を支援するために2002年6月18日に設立された政府間組織である。
ACDの主要加盟国は、クウェート、カタール、スリランカ、トルコ、インドネシア、タイ、ウズベキスタン、中国、日本、パキスタンで、これをACD主要10か国という。

## 歴史
アジア協力対話のアイデアは、2000年9月にマニラで開催された第1回アジア政党国際会議において、タイ愛国党代表タクシン・シナワット（後のタイ王国首相）に代わって副代表のスラキアット・サティアンタイによって提唱された。大陸としてのアジアには、アジア全体の協力を議論するための独自のフォーラムが設立されるべきであると提案された。その後、ACDのアイデアは、2001年7月23-24日のハノイでの第34回ASEAN外相会議、および2002年2月20-21日のプーケットでのASEAN非公式外相会議で正式に提案された。

### 閣僚級会合
| 回 | 開催地                    | 開催日            |
| -- | ------------------------- | ----------------- |
| 1  | タイ チャアム郡           | 2002年6月18-19日  |
| 2  | タイ チェンマイ           | 2003年6月21-22日  |
| 3  | 中国 青島市               | 2004年6月21-22日  |
| 4  | パキスタン イスラマバード | 2005年4月4-6日    |
| 5  | カタール ドーハ           | 2006年5月23-24日  |
| 6  | 韓国 ソウル特別市         | 2007年6月5-6日    |
| 7  | カザフスタン アスタナ     | 2008年10月16-17日 |
| 8  | スリランカ コロンボ       | 2009年10月15-16日 |
| 9  | イラン テヘラン           | 2010年11月8-9日   |
| 10 | クウェート クウェート市   | 2012年10月10-11日 |
| 11 | タジキスタン ドゥシャンベ | 2013年3月29日     |
| 12 | バーレーン マナーマ       | 2013年11月26日    |
| 13 | サウジアラビア リヤド     | 2014年11月25日    |
| 14 | タイ バンコク             | 2016年3月9-10日   |
| 15 | アラブ首長国連邦 アブダビ | 2017年1月16-17日  |

### 首脳級会合
| 回  | 開催地                  | 開催日            |
| --- | ----------------------- | ----------------- |
| I   | クウェート クウェート市 | 2012年10月15-17日 |
| II  | タイ バンコク           | 2016年10月8-10日  |
| III | カタール ドーハ         | 2024年10月2-3日   |

## 目的
ACDの主な目的は以下の通りである。
1. アジア域内の知識基盤社会を発展させ、コミュニティと人々のエンパワーメントを高めながら、アジアの人々の貧困削減と生活の質の向上に役立つ共通の強みと機会を特定することによって、あらゆる分野の協力においてアジア諸国間の相互依存を促進する。
2. アジア域内の貿易と金融市場を拡大し、競争に代わってアジア諸国の交渉力を高め、ひいては世界市場におけるアジアの経済競争力を高める。
3. 他の地域にとって実行可能なパートナーになるために、既存の協力的枠組みを補完し補完することによりアジアの可能性と強みを構築することによって、アジアの協力における欠けているリンクとして役立つ。
4. 最終的にはアジア大陸を、より平等な基盤で世界の他の地域と交流し、相互の平和と繁栄に向けてより積極的に貢献することのできる「アジア共同体」に変える。

## 加盟国

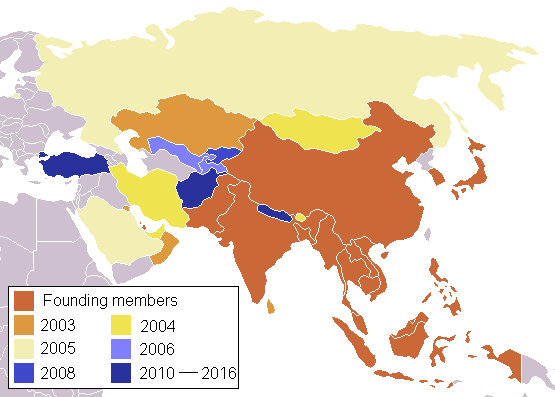
アジア協力対話の加盟国の拡大

ACDは18の加盟国により設立された。2016年3月以降、ACDは以下に示す34の国で構成されている（現在のASEANおよびGCCの全ての加盟国を含む）。斜体字は、他の地域の地域組織であることを示す。
| 国名             | 加盟年月日     | 他の加盟地域組織         |
| ---------------- | -------------- | ------------------------ |
| アフガニスタン   | 2012年10月17日 | SAARC, ECO               |
| バーレーン       | 2002年6月18日  | GCC, AL                  |
| バングラデシュ   | 2002年6月18日  | SAARC, BIMSTEC           |
| ブータン         | 2004年9月27日  | SAARC, BIMSTEC           |
| ブルネイ         | 2002年6月18日  | ASEAN                    |
| カンボジア       | 2002年6月18日  | ASEAN, MGC               |
| 中国             | 2002年6月18日  | SCO                      |
| インド           | 2002年6月18日  | SAARC, BIMSTEC, MGC, SCO |
| インドネシア     | 2002年6月18日  | ASEAN                    |
| イラン           | 2004年6月21日  | ECO                      |
| 日本             | 2002年6月18日  | —                        |
| カザフスタン     | 2003年6月21日  | CIS, ECO, SCO            |
| 韓国             | 2002年6月18日  | —                        |
| クウェート       | 2003年6月21日  | GCC, AL                  |
| キルギス         | 2008年10月16日 | CIS, ECO, SCO            |
| ラオス           | 2002年6月18日  | ASEAN, MGC               |
| マレーシア       | 2002年6月18日  | ASEAN                    |
| モンゴル         | 2004年6月21日  | —                        |
| ミャンマー       | 2002年6月18日  | ASEAN, BIMSTEC, MGC      |
| ネパール         | 2016年3月10日  | SAARC, BIMSTEC           |
| オマーン         | 2003年6月21日  | GCC, AL                  |
| パキスタン       | 2002年6月18日  | SAARC, SCO, ECO          |
| パレスチナ       | 2019年5月1日   | AL                       |
| フィリピン       | 2002年6月18日  | ASEAN,                   |
| カタール         | 2002年6月18日  | GCC, AL                  |
| ロシア           | 2005年4月4日   | CIS, CoE, SCO            |
| サウジアラビア   | 2005年4月4日   | GCC, AL                  |
| シンガポール     | 2002年6月18日  | ASEAN                    |
| スリランカ       | 2003年6月21日  | SAARC, BIMSTEC           |
| タジキスタン     | 2006年6月5日   | CIS, ECO, SCO            |
| タイ             | 2002年6月18日  | ASEAN, BIMSTEC, MGC      |
| トルコ           | 2013年9月26日  | CoE, ECO, 北大西洋同盟   |
| アラブ首長国連邦 | 2004年6月21日  | GCC, AL                  |
| ウズベキスタン   | 2006年6月5日   | CIS, ECO, SCO            |
| ベトナム         | 2002年6月18日  | ASEAN, MGC               |

1. ↑  2004年9月27日のACD朝食会にて最終的に加盟が確認された。
2. 1 2 3  国土の一部はヨーロッパである。
3. ↑  トルコは1999年以降、欧州連合の加盟候補国である。